# Destello bravío
Destello bravío es una película española dramática y fantástica de 2021  producida, dirigida y escrita por Ainhoa Rodríguez. La película fue galardonada con la Biznaga de Plata Premio del jurado del Festival de Málaga Cine en Español. Además, ha sido premiada en diferentes festivales europeos como mejor película o mejor dirección, entre otros.

## Sinopsis
“ Va a pasar un destello bravo, bravío, y todo va a cambiar...”, Isa se habla a sí misma dejándose mensajes en su grabadora para cuando desaparezca o pierda la memoria. Cita se siente atrapada en su matrimonio dentro de una casa llena de santos y vírgenes. María regresa a la población donde nació para enfrentarse a la soledad. Las mujeres de una pequeña localidad rural, suspendida en el tiempo y azotada por la despoblación, viven entre la apatía de su día a día donde nada extraordinario ocurre y un profundo deseo de experiencias liberadoras que les hagan reencontrarse con el lugar donde fueron felices o soñaron serlo. Todas, a su manera, se rebelarán contra su rutina.

## Reparto
- Isabel María Mendoza
- Guadalupe Gutiérrez
- Carmen Valverde
- Isabel Valverde
- Isabel María Giraldo
- Valentina Jiménez
- Petra Parejo

## Premios
- Biznaga de Plata Mejor Película Premio del Jurado Sección Oficial, Festival de Málaga Archivado el 3 de enero de 2022 en Wayback Machine.  (ESPAÑA).
- Biznaga de Plata Mejor Montaje Sección Oficial. Festival de Málaga Archivado el 3 de enero de 2022 en Wayback Machine. (ESPAÑA).
- Premio Dunia Ayaso. Festival Internacional de Cine de San Sebastián (ESPAÑA).
- Premio Mejor Dirección. Festival Internacional de Cine de Vilna | Kino Pavasaris (LITUANIA).
- Premio Mejor Directora. Festival Internacional de Cine para Mujeres de Seúl (COREA DEL SUR).
- Premio Violete d'or Mejor Película. Festival Internacional Cinespaña Toulouse (FRANCIA).
- Premio Mejor Dirección de Fotografía. Festival Internacional Cinespaña Toulouse (FRANCIA).
- Premio Mención Especial del Jurado Joven. Festival Internacional Cinespaña Toulouse (FRANCIA).
- Nominación Premio Arrebato de Ficción. Premios Feroz - Asociación de Informadores Cinematográficos de España (ESPAÑA).
- Nominación Premio Feroz al Mejor Cartel. Premios Feroz - Asociación de Informadores Cinematográficos de España (ESPAÑA).
- Premio Danny Lerner Mejor Película Festival Internacional de Cine de Burgas (BULGARIA).
- Premio Mymovies Mejor Película Festival Internacional de Cine ShorTS Archivado el 3 de enero de 2022 en Wayback Machine. (ITALIA).
- Premio Mención Especial Golden Lynx Ficción. New Directors | New Films Festival (PORTUGAL).
- Premio Eduardo Barreiros. Festival Internacional de Cine de Ourense (ESPAÑA).
- Premio Mejor Película Festival Internacional de Cinema de Marvão Periferias (ESPAÑA).
- Premio Work in Progress Abycine Lanza - V edición de Abycine Lanza. Mercado del Audiovisual  Independiente (ESPAÑA).
- Premio Deluxe - Push and Play Work in Progress. Festival Internacional de Cine de Gijón, FICX (ESPAÑA).
- Premio Proyección Internacional.  Festival Internacional de Cine de Tarragona, REC (ESPAÑA).

## Festivales
- Festival Internacional de Cine de Róterdam, IFFR - Sección Oficial Tiger Competition - Estreno Mundial (PAÍSES BAJOS). .[11]
- New Directors | New Films Festival Archivado el 3 de enero de 2022 en Wayback Machine., ND/NF, Museo de Arte Moderno de Nueva York MoMA y Film at Lincoln Center (EE. UU.).
- Festival  Internacional de Cine de São Paulo Sección Oficial New Directors (BRASIL).
- Festival Internacional de Cine de Moscú  Sección Euphoria of Isolation (RUSIA).
- Festival Internacional de Cine de Glasgow Sección Oficial (ESCOCIA).
- Festival Internacional de Cine de Shanghái, SIFF Sección Panorama (CHINA).
- Festival de Cine Europeo  Arte Kino Sección Oficial (FRANCIA).
- Festival Internacional de Cine UNAM, FICUNAM  Sección Oficial Competencia Internacional (MÉXICO).
- 41 Foro Internacional de la Cineteca Nacional  Pases Especiales (MÉXICO).
- Muestra Internacional de Cine con Perspectiva de Género MICGÉNERO Tour 2022  Pases Especiales (MÉXICO)
- Festival Internacional de Cine Independiente Cuórum Morelia Pase Especial (MÉXICO)
- Festival Internacional de Cine Ginebra Sección Oficial International Feature Competition (SUIZA)
- Festival Internacional de cine Nuevos Horizontes Sección Visual Front (POLONIA).
- Festival Internacional de Cine de Tesalónica Sección Film Forward (GRECIA).
- Festival Internacional de Cine de Taipéi, IFF Archivado el 8 de octubre de 2022 en Wayback Machine.  Sección Future Lights (TAIWÁN).
- Festival Internacional de Cine de Mannheim-Heidelberg Sección Oficial On the Rise (ALEMANIA).
- Festival de Cine Mediterráneo de Tetuán. Sección Oficial Largometraje de Ficción (MARRUECOS).
- Festival Internacional de Cine Al Este Pase Especial (PERÚ).
- Muestra Internacional de Cine Español Pase Especial (COLOMBIA).
- Festival Internacional de Cine Europeo Pase Especial (CHILE).
- Festival Internacional de Cine Independiente ANONIMUL Sección Oficial (RUMANÍA)
- Festival Internacional  de Cine DEA Open Air Sección Oficial (ALBANIA)
- Semana Internacional de Cine de Valladolid SEMINCI Sección Spanish Cinema (ESPAÑA).
- Festival Internacional de Cine de Gijón, FICX Selección Pases Especiales (ESPAÑA).
- Festival Internacional de cine FILMADRID Archivado el 3 de enero de 2022 en Wayback Machine. - Sección Oficial (España).
- Festival de Cine Español de Ámsterdam Sección Spanish Cinema Without Fear (PAÍSES BAJOS).
- Festival de Cine Horizontes de Marsella Sección Oficial Competition Fiction (FRANCIA).
- Festival Recent Spanish Cinema Los Ángeles Sección Recent Spanish Cinema (EE. UU.).
- Festival Internacional de Cine Independiente La Plata Festifreak Sección Fantasía Cotidiana (ARGENTINA).
- Festival Internacional de Cine On Wheels Sección Around The Globe (TURQUÍA).
- Festival Internacional de Cine de Uruguay Sección Oficial Competencia Nuevos Realizadores (URUGUAY).
- Festival Rencuentros de Cine Español de Nantes Sección Oficial Premiers Films (FRANCIA).
- Festival Reflets du Cinema Iberique et Latina-American Pase Especial (FRANCIA).
- Festival Internacional de Cine de Mujeres de Créteil Sección Oficial (FRANCIA).
- Muestra Internacional de Cine de Mujeres de Edimburgo Cinemaattic Pase Especial (ESCOCIA).
- Festival Internacional de Cine de Mujeres de Dortmund - Colonia Sección Oficial International Debut Feature Film (ALEMANIA).
- Muestra de Cine Español Espanoramas Pase Especial (ARGENTINA).
- Festival Internacional de Cine Catalán Pase Especial (REINO UNIDO).
- Festival Internacional de Cine Latino en Tübingen Pase Especial (ALEMANIA).
- Festival Internacional Cinescultura Pase Especial (ALEMANIA).
- Filmmuseum de Düsserldorf Pase Especial (ALEMANIA).
- Festival Internacional de Cine Different de París Pase Especial (FRANCIA).
- Semana del Cine Español Instituto Cervantes Pase Especial (HUNGRÍA).
- La Distancia de la realidad: Apropiaciones de lo real en el Cine Contemporáneo Español y Neerlandés. Instituto Cervantes Pase Especial (PAÍSES BAJOS) .
- Festival Internacional de Cine de Porto/ Post/Doc Sección Cinefiesta (PORTUGAL).
- Mostra de Cinema Español Cinefiesta Pase Especial (PORTUGAL).
- Festival Internacional de Cine de Kiev Molodist Archivado el 3 de enero de 2022 en Wayback Machine. Sección Form (UCRANIA).
- Festival Internacional de Cine ESPOO Ciné Archivado el 9 de enero de 2022 en Wayback Machine. Sección Oficial (FINLANDIA).
- Festival Internacional de Cine Tartu Love Film Archivado el 3 de enero de 2022 en Wayback Machine. Sección Oficial (ESTONIA).
- Festival de Cine y Literatura Algarve FICLA Pase Especial – Presentación FICLA (PORTUGAL)
- Festival Internacional de Cine Europeo Día y Noche. Pase Especial (LITUANIA).
- Ciclo Els Millors del L´any 2021 Filmoteca de Cataluña Pases Especiales (ESPAÑA).
- Semana del Cine Español Instituto Cervantes. Pase Especial (REPÚBLICA CHECA).
- Cine Club Universidad de Princeton Pase Especial (EE.UU.)
- Semana del Cine Español Instituto Cervantes. Pase Especial (ITALIA).
- Mujeres de Cine  AECID. Pase Especial (EE.UU.).
- Scoprir: X Edizione Instituto Cervantes Roma (ITALIA)
- Muestra de Cine Zinemakumeak Gara Archivado el 17 de enero de 2022 en Wayback Machine. Pase Especial (ESPAÑA) .
- Festival de Cine Villaviciosa Pase Especial (ESPAÑA).